# Jerzy Mieloch
Jerzy Mieloch (ur. 22 kwietnia 1911 w Poznaniu, zm. w 4 października 1957) – polski motocyklista, zawodnik Unii Poznań, żołnierz AK, uczestnik powstania warszawskiego, jeniec w oflagach Bergen-Belsen, Fallingbostel, Gross Born i Sandbostel.

## Życiorys
Był synem (czwartym dzieckiem) ogrodnika ze Spławia – Andrzeja Mielocha, który w 1912 osiedlił się na Białej Górze w Poznaniu.
Pierwszy motocykl (Rudge 250) otrzymał od matki w wieku 16 lat (w 1927). Od 1931 jeździł na Rudge'u 300 w motoklubie Unia Poznań. Od 1934 odbywał regularne treningi na motocyklu Royal Enfield 250. W 1935 startował w wyścigu długodystansowym Bielsko-Biała – Poznań, ale go nie ukończył z powodu wypadku. Zajął natomiast drugie miejsce w wyścigu na 200 km wokół Wisły. W 1936 zakupił motor Norton 500, a w 1937 - NSU 500. Były to na owe czasy wysoce zaawansowane technicznie modele. W 1938 został mistrzem Warszawy oraz zajął drugie miejsce w wyścigu w Tallinie.
W sierpniu 1939 został zmobilizowany jako pilot w 3 Bazie Lotniczej w Poznaniu, a po kampanii wrześniowej przeszedł do Rumunii, gdzie został internowany i skąd wrócił do okupowanego Poznania. Gospodarstwo rodzinne przejął okupant niemiecki, a rodzinę wysiedlono do Warszawy. Stał się członkiem Armii Krajowej i walczył w powstaniu warszawskim. Dostał się do niewoli i przebywał w oflagach Bergen-Belsen, Fallingbostel, Gross Born i Sandbostel. Pod koniec 1945 powrócił do Poznania.
Po wojnie odbudował gospodarstwo ogrodnicze. W 1946 wystartował w ośmiu wyścigach: wygrał Grand Prix Śląska, VII Złoty Kask, Grand Prix Bałtyku, a także wywalczył mistrzostwo Ziem Odzyskanych. Zdobył też mistrzostwo Polski w kategorii 350 cm³. W latach 1946–1953 sześć razy zwyciężył w zawodach na trawiastym torze motocyklowym na Woli w Poznaniu (Złoty Kask). W latach 1951, 1952 i 1953 zwyciężył w wyścigu o Puchar Pokoju na torze trawiastym. W 1953 ponownie został mistrzem Polski.
Należał do klubu motocyklowego Unia Poznań, był jednym z najzdolniejszych zawodników.
1953 r. został potrącony przez wóz konny na drodze Gniezno-Poznań wyniku czego został zepchnięty do rowu. Po raz kolejny groźnemu wypadkowi uległ w 1955 roku. Najechał na zerwane przez burze, poprzecznie zwisające druty elektryczne. Oba zdarzenia wpłynęły na znaczące pogorszenie się stanu zdrowia Mielocha. W maju 1957 został hospitalizowany w Krakowie; wykryto u niego guza mózgu. Zmarł w nocy z 3 na 4 października 1957 po odbytej operacji.
Został pochowany w mauzoleum rodziny Mielochów w Poznaniu. W trakcie pogrzebu nad orszakiem krążył samolot, z którego zrzucono wieniec, było to nawiązanie do służby Mielocha w 3. Bazie Lotniczej w Poznaniu. W latach 70., po przejęciu terenów gospodarstwa Mielochów przez władze PRL, trumna została przeniesiona  z mauzoleum na poznański cmentarz na Junikowie (pole 21, kwatera 4, miejsce 4).

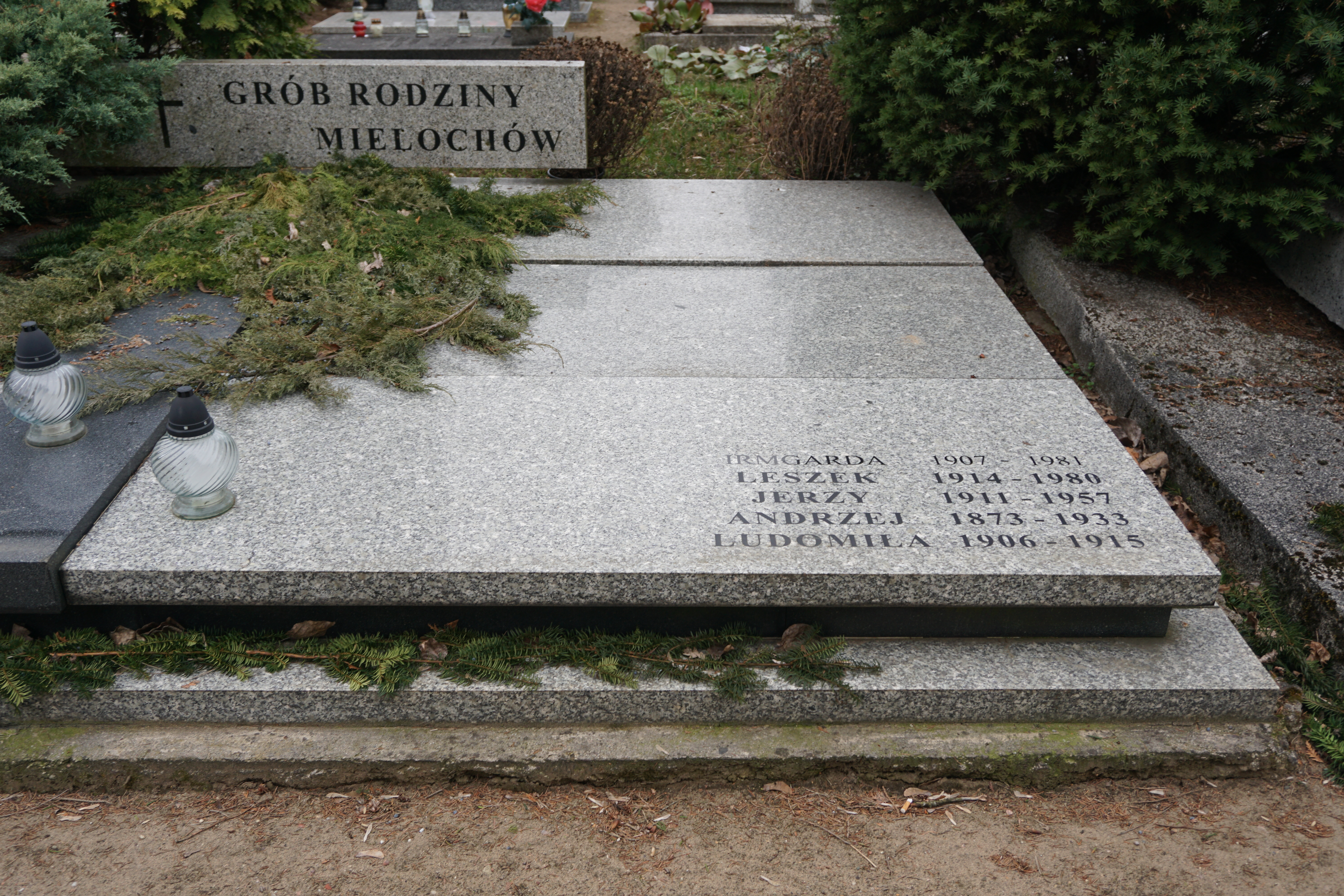
Grób Jerzego Mielocha na Cmentarzu Junikowskim

## Upamiętnienie
W Poznaniu na Woli odbywały się międzynarodowe wyścigi motocyklowe o Memoriał Jerzego Mielocha. Odbyły się trzy edycje tego wyścigu – w 1974, 1975 i 1976.